# Jocelyne Messori-Hugi
Jocelyne Messori-Hugi née le 31 décembre 1965 à Privas, est une cycliste française.

## Palmarès sur route
- 1994
  - Tour du Pays D'Ambert
  - Tour des Communes D'Arlanc
  - Classement général
  - 1re étape secteur a et b
  - 2e du championnat de France sur route
  - 3e du Tour de la Haute-Garonne
  - 3e à Claix
- 1996
  - 3e du championnat de France sur route